# Unternehmerregress
Der Unternehmerregress wird auch als Händlerregress bezeichnet und betrifft den Regelungskreis in den §§ 478, 479 BGB.
Die Einführung der Vorschriften diente der Umsetzung von Art. 4 EG-Verbrauchsgüterkauf-Richtlinie. Die Normen regeln das Verhältnis zwischen dem Händler (Unternehmer/Letztverkäufer) und seinem Lieferanten, also gewöhnlich Rechtsbeziehungen im ersten oder zweiten Glied der Vertriebskette. Zweck der Vorschriften ist es zu verhindern, dass der Einzelhändler als Letztverkäufer das volle Risiko eines Verbrauchsgüterkaufs nach den §§ 474 ff. BGB tragen muss, zumal ein Sachmangel meistens schon in der Herstellung, bei der Lagerung oder beim Antransport verursacht wird.
Der Zweck soll dadurch erreicht werden, dass bei der Rückabwicklung zwischen Lieferant und Händler letzterer privilegiert wird, wenn er vom Endverbraucher aus gesetzlicher Gewährleistung in Anspruch genommen wird. Dazu dient die Entbehrlichkeit einer Fristsetzung durch den Letztverkäufer (§ 478 Abs. 1 BGB, sogenannter unselbständiger Regress, da die Anspruchsgrundlage dem allgemeinen Kaufrecht entnommen wird). In § 478 Abs. 2 BGB wird ein eigener verschuldensunabhängiger Anspruch statuiert, aus dem der Letztverkäufer seine Aufwendungen gegenüber dem Verbraucher (vgl. § 439 Abs. 2 BGB) vom Lieferanten ersetzt verlangen kann. § 479 BGB regelt schließlich die Verjährung der Regressansprüche.